# Inma Cuesta

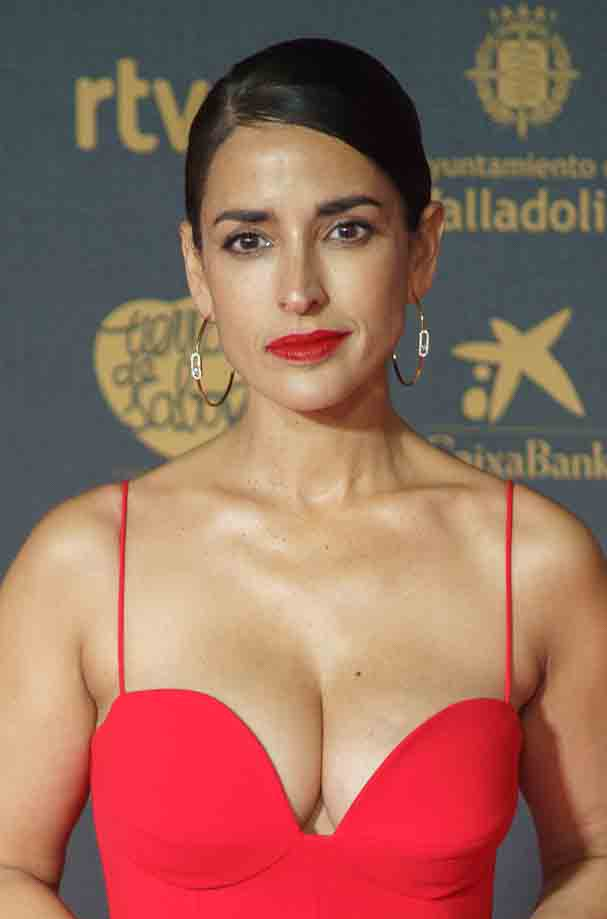
Inma Cuesta, 2024.

Inma Cuesta (* 25. Juni 1980 in Valencia als Inmaculada Cuesta Martínez) ist eine spanische Theater- und Filmschauspielerin.

## Leben
Inma Cuesta zog mit 18 Jahren nach Córdoba zum Schauspielstudium an der Hochschule für darstellende Kunst. Ab 2005 spielte sie im Musical Hoy no me puedo levantar. Ab 2006 war die Seifenoper Amar en tiempos revueltos ihr Einstieg ins Fernsehen. 2009 folgte die Serie Águila Roja.
Für ihre Rollen in den Filmen La voz dormida (2011), Drei Hochzeiten zu viel (2013) und La novia (2015) wurde sie jeweils für den spanischen Filmpreis Goya als Beste Hauptdarstellerin nominiert.
2018 spielte sie „Ana Mari“ in der Miniserie Arde Madrid. 2020 spielte sie die Hauptrolle der Lehrerin „Raquel Valero“ in der Thrillerserie Deine letzte Stunde.

## Filmografie (Auswahl)
- 2006–2007: Amar en tiempos revueltos (Fernsehserie, 222 Folgen)
- 2009–2016: Águila Roja (Fernsehserie, 102 Folgen)
- 2011: La voz dormida
- 2012: Blancanieves
- 2013: Drei Hochzeiten zu viel (3 bodas de más)
- 2015: La novia
- 2016: Julieta
- 2016: Kóblic
- 2017–2018: El accidente (Fernsehserie, 13 Folgen)
- 2018: Offenes Geheimnis (Todos lo saben)
- 2018: Arde Madrid (Miniserie, 8 Folgen)
- 2019: Lebe zweimal, liebe einmal (Vivir 2 veces)
- 2020: Deine letzte Stunde (El desorden que dejas, Fernsehserie, 8 Folgen)
- 2021: Die Einöde (El páramo)
- 2023: Los buenos modales
- 2023: Ultimatum – Die Bombe tickt (Todos los nombres de Dios)
- 2023: El favor
- 2025: Un funeral de locos